# Pitardia
Pitardia  é um gênero botânico da família Lamiaceae

## Espécies
- Pitardia caerulescens
- Pitardia gracilis
- Pitardia nepetoides